# Лук и стријела
Лук и стријела је далекометни систем наоружања који се састоји од еластичне лансирне направе (лук) и пројектила са дугом дршком (стријела). Људи су користили лук и стријелу за лов и агресију много прије забиљежене историје, а пракса је била уобичајена за многе преисторијске културе. Било је то важно ратно оружје још од старог вијека до равног новог вијека, када постаје све застарјелије развојем снажнијег и прецизнијег ватреног оружја. Данас, лук и стријела се највише користе за лов и спорт.
Стреличарство је умјетност, пракса или вјештина коришћења лука за гађање стријелама. Особа која испаљује стријеле помоћу лука назива се стреличар. Неко ко прави лукове познат је као луковник, док је онај који прави стријеле стрелар, а неко ко производи металне врхове стријела је ковач стријела.